# Satu Nou (Arad)
Satu Nou (veraltet Șimonești; deutsch Schimonydorf, ungarisch Simonyfalva) ist ein Dorf im Kreis Arad, Kreischgebiet, Rumänien. Satu Nou gehört zur Gemeinde Mișca.

## Geografische Lage
Satu Nou liegt im Norden des Kreises Arad, unweit der Grenze zum Kreis Bihor.

## Nachbarorte
| Boiu     | Ghiorac                                     | Batăr     |
| Vânători | Kompassrose, die auf Nachbargemeinden zeigt | Apateu    |
| Mișca    | Șepreuș                                     | Șomoșcheș |

## Geschichte
Simonyfalva wurde 1882 von Baron Simonyi gegründet. Die ersten Siedler waren Binnensiedler und kamen aus verschiedenen Ortschaften des Arader Komitats und des Banats. Jeder Siedler bekam einen Hausplatz und konnte so viel Grund erwerben, wie viel er bezahlen konnte. In Simonyfalva waren die Ungarn stets in der Überzahl. Die deutschen Bewohner nannten den Ort Schimonydorf.
Von 1883 bis 1920 gehörte Simonyfalva zur Doppelmonarchie Österreich-Ungarn, Königreich Ungarn, Komitat Arad. Nach der Dreiteilung des Banats am 4. Juni 1920 infolge des Vertrags von Trianon fiel Simonyfalva an das Königreich Rumänien. Seitdem ist die amtliche Bezeichnung der Ortschaft Satu Nou.

## Demografie
| 1890 | 1402 | 28 | 85 7 | 487 | 30 |
| 1910 | 2484 | 30 | 2276 | 162 | 16 |
| 1930 | 2358 | 39 | 1919 | 383 | 17 |
| 1977 | 1166 | 42 | 1050 | 72  | 2  |
| 1992 | 898  | 21 | 838  | 36  | 3  |
| 2002 | 857  | 54 | 783  | 15  | 5  |
| 2011 | 834  | 62 | 753  | 4   | 15 |